# Disney’s Aladdin (SNES)
Disney’s Aladdin — компьютерная игра 1993 года, основанная на одноимённом мультипликационном фильме 1992 года, разработанная и изданная компанией Capcom.

## Игровой процесс
Игрок управляет Аладдином, который должен пройти через несколько уровней, основанных на сценах из фильма, в том числе улицах и крышах Аграбы. В этом ему мешают стража султана и животные. Он может защитить себя, бросаясь яблоками и прыгая на головы противников. В отличие от версии для Sega Mega Drive, у Аладдина нет сабли. Можно собирать драгоценные камни, за каждую сотню которых игрока премируют одной жизнью. Кроме того, в игре за Аладдином всюду следует его обезьянка Абу.
Уровень здоровья отображается в левом верхнем углу. Изначально у игрока 3 сердечка — находя сердечки на уровнях есть возможность увеличить их количество.
В этой интерпретации появляется новый босс (вместо карлика и стража султана) — уличный торговец, грозившийся отрубить Жасмин, переодевшейся в нищенку, руку. В последней части игры Аладдин сражается с Джафаром, превратившимся с гигантскую змею.

## Сюжет
Сюжет игры близко следует событиям мультфильма: волею судьбы уличный вор Аладдин находит волшебную лампу, в которой живёт Джинн, способный исполнить три его желания. Влюблённый в принцессу Жасмин Аладдин просит Джинна превратить его в принца, и вскоре добивается расположения принцессы. Однако коварный визирь Джафар, желающий сесть на трон Аграбы, пытается заполучить лампу.
Вместе с тем, в игре есть и свои особенности: так, в игре присутствует уровень в египетских пирамидах и сюрреалистический мир, в котором Джинни является проводником игрока.

## Разработка и выпуск
Игру выпустила компания Capcom, а не Virgin Interactive, потому что на время выхода мультфильма в прокат права на создание игр по мотивам фильмов Диснея на приставках Nintendo были у неё.
Версии игры для Sega Mega Drive и NES поступили в продажу в Европе в канун Нового года 1994. Кроме того, в 1995 году игра была неофициально портирована для NES и Sega Mega Drive/Genesis компанией JY Company. Позже вышла версия для Game Boy Advance с новым уровнем, а вся музыка из мультфильма была заменена на новую.

## Отзывы
| Сводный рейтинг | Сводный рейтинг |
| Агрегатор       | Оценка          |
| --------------- | --------------- |
| GameRankings    | 65,17 %         |

Журнал Electronic Gaming Monthly присвоил игре 8,25 баллов из 10, отметив отличную графику, анимацию, музыку и геймплей. Педро Эрандес из Nintendo World Report написал положительный отзыв, в котором написал: «компании Capcom действительно удалось создать отличную игру для SNES». В обзоре ScrewAttack говорится, что игра стала одной из лучших игр года для SNES.
Между тем, версия игры для Game Boy Advance получила смешанные отзывы. Эйви Фраймен из GameSpy назвала адаптацию худшей из игр, который когда-либо переносились с SNES в GBA.